# Andrzej Muszala
Andrzej Muszala (ur. 2 lutego 1963 w Andrychowie) – polski duchowny rzymskokatolicki archidiecezji krakowskiej, doktor habilitowany nauk teologicznych, profesor nadzwyczajny Uniwersytetu Papieskiego Jana Pawła II w Krakowie, bioetyk.

## Życiorys
Absolwent Wyższego Seminarium Duchownego w Krakowie. Święcenia kapłańskie przyjął w 1990 z rąk kard. Franciszka Macharskiego. Rozprawę doktorską pt. Medycyna a globalizacja. Michela Schooyansa krytyka globalistycznej polityki antynatalistycznej obronił w 2003 na Wydziale Teologicznym Papieskiej Akademii Teologicznej w Krakowie. Stopień naukowy doktora habilitowanego uzyskał w 2010 w UPJPII na podstawie dorobku naukowego i rozprawy pt. Embrion ludzki w starożytnej refleksji teologicznej.
Nauczyciel akademicki UPJPII. Jest profesorem nadzwyczajnym w Instytucie Nauk o Rodzinie na Wydziale Nauk Społecznych. W 2010 został dyrektorem Międzywydziałowego Instytutu Bioetyki oraz kierownikiem Katedry Bioetyki Społecznej. Specjalizuje się w bioetyce społecznej, jego zainteresowania naukowe obejmują m.in. etykę początków życia oraz problemy etyczne związane z AIDS. Został redaktorem pierwszej w Polsce Encyklopedii bioetyki.
Był duszpasterzem akademickim studentów Collegium Medicum Uniwersytetu Jagiellońskiego i Akademii Ekonomicznej w Krakowie. W 2006 został duszpasterzem akademickim studentów UPJPII. 

## Publikacje
- Wybrane zagadnienia etyczne z genetyki medycznej, Kraków 1998
- Medycyna a globalizacja. Michela Schooyansa krytyka polityki antynatalistycznej, Kraków 2003
- Embrion ludzki w starożytnej refleksji teologicznej, Kraków 2009
- Aborcja. Spojrzenie filozoficzne, teologiczne, historyczne i prawne, Kraków 2010 (wraz z Tadeuszem Ślipkiem i Markiem Starowieyskim)
- Kim jest Bóg, którego dotykam, Kraków 2012
- Ja oraz mój Stwórca. Życie duchowe wg Johna Henry'ego Newmana, Kraków 2015
- Jak modlił się Jezus, Kraków 2015